# Laguna de las Yeguas
La laguna de las Yeguas, también conocida como laguna de Cubillas o llagona Murias, se sitúa en la comarca de Sanabria, de la provincia de Zamora, España, dentro del término municipal de Trefacio, pedanía de Murias. Se encuentra enclavada en el extremo noreste del parque natural del Lago de Sanabria y Alrededores, muy próxima a los límites jurídico-administrativos de este espacio protegido. 

## Protección
Se incluyó dentro del área de protección del parque natural en 1990, tras la modificación de los límites iniciales de 1978 y de la regulación y organización de ese espacio natural.
En la montaña de la comarca de Sanabria se contabilizan más de cuarenta lagunas y, de ellas, más de veinte se encuentran dentro del área de protección del Parque.

## Características
La laguna se encuentra situada a una altitud de 1.795 m, a los pies de «Peña Cabrita» (1.904 m), en las estribaciones de la  Sierra de la Cabrera. 
Al igual que otras lagunas de la zona, es de origen glaciar, formando parte del conjunto lagunar de origen glaciar de Sanabria, uno de los más importantes de España.
Se creó por el cierre de morrenas de fondo y laterales. Cuenta con un perímetro de 1.425 m, una superficie  de 78.000 m² y una profundidad máxima de 6,6 m, es la segunda en tamaño de las lagunas o “llagonallos” de la sierra de la Cabrera en la comarca de Sanabria, tras la Laguna de los Peces, teniendo en cuenta además que ésta ha sido represada para el riego.  
Está formada por dos cubetas, producto de la excavación glaciar, orientadas de noroeste a sudeste, siendo la cubeta occidental más pequeña que la oriental.
La laguna, como otras del territorio del parque natural, se encuentra en proceso de colmatación por carex y durante el invierno se mantiene helada debido a las bajas temperaturas del lugar.
El rebosamiento de sus aguas se vierte en el Arroyo de la Forcadura, que al unir sus aguas al Arroyo del Fueyo forman el río Forcadura, que desciende por el cañón del mismo nombre hasta la localidad de Vigo.

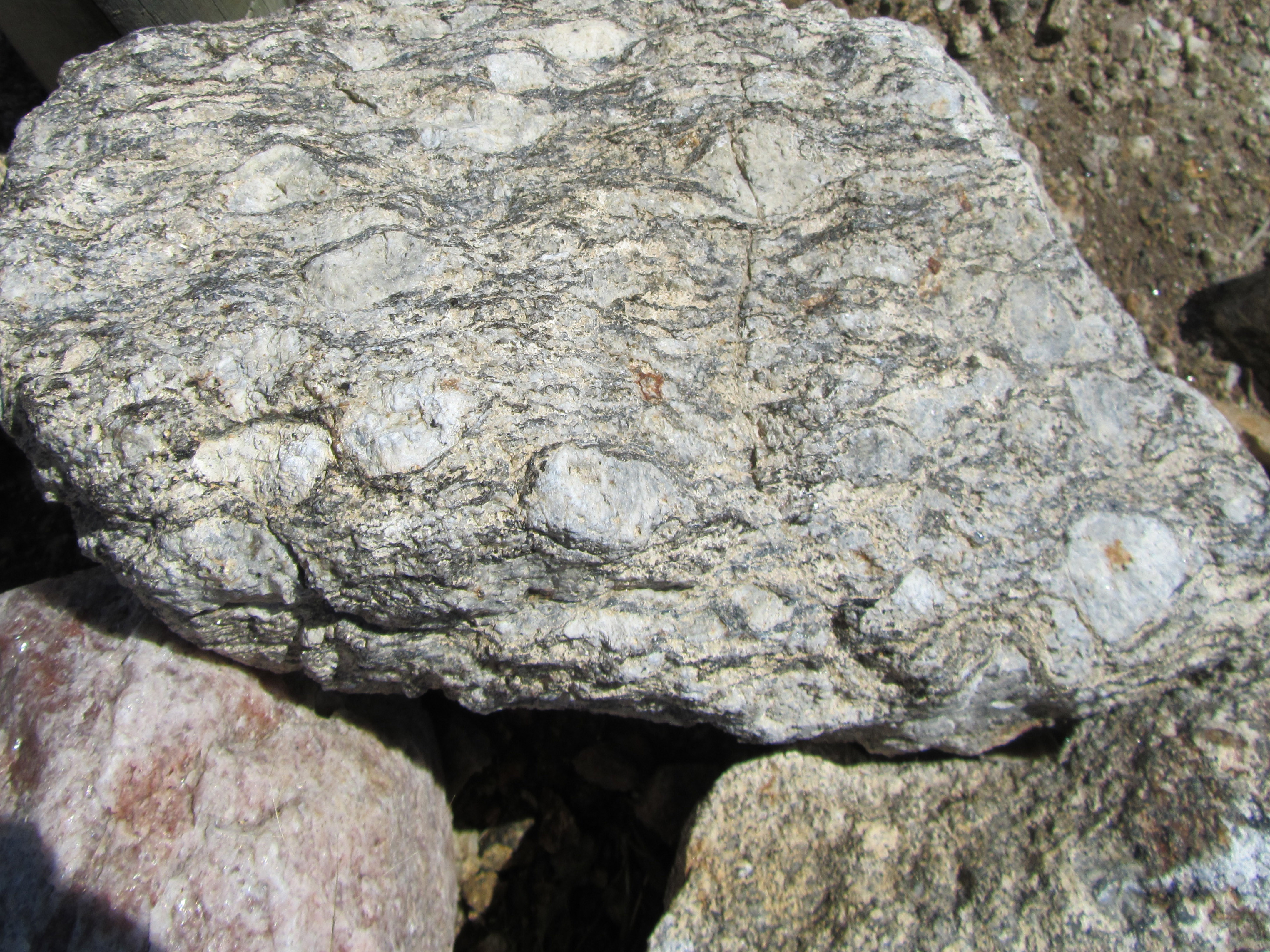
Gneis “ollo de sapo”.

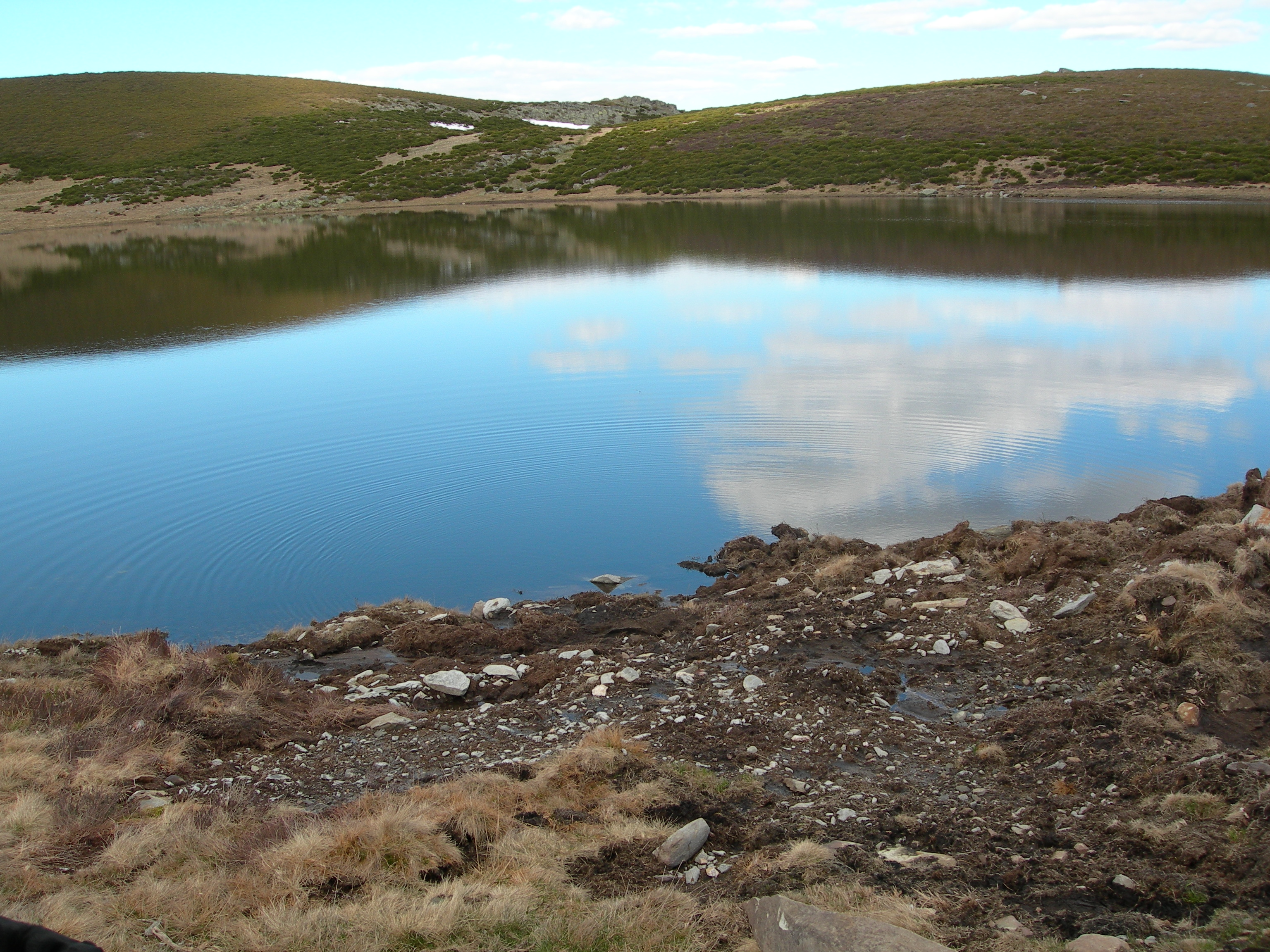
Laguna de las Yeguas en abril.

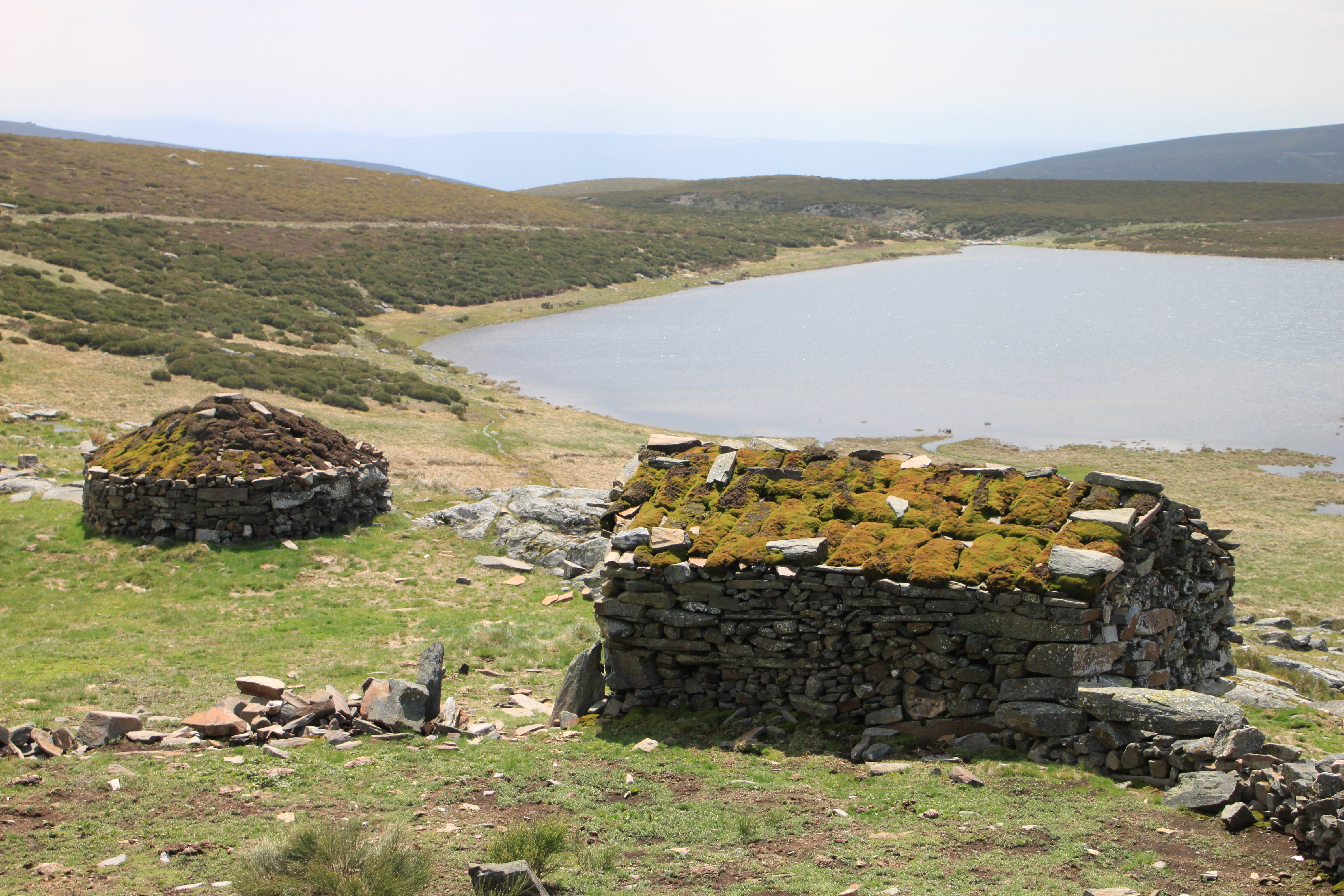
Laguna de las Yeguas y las chozas que los pastores usaban como refugio.

## Geología
En sus alrededores, el Gneis ollo de sapo, con sus cristales de cuarzo azul, es la roca más habitual. La presencia de esta antiquísima roca es muy estudiada por geólogos, por pertenecer a una franja de espesor variable que cruza desde el NO de Galicia, describiendo un arco en dirección SE hacia la Meseta, hasta el E de Sanabria.

## Flora y fauna
El  entorno de la laguna ofrece una importante representación de turberas, pastizales y matorrales de alta montaña, como piornos, carquesas, carpazos y urces.
En sus aguas se pueden encontrar ranas, tritones y salamandras.

## Acceso
A la laguna de las Yeguas se puede acceder en vehículo, por la carretera de montaña, ZA-103, desde San Martín de Castañeda hasta el aparcamiento de la Laguna de Los Peces y desde el final de la represa de esta parte un sendero de aproximadamente 2 km en dirección norte.

## Gran Recorrido GR-84
Por el aliviadero de sus aguas, que se cruza a través de un pontón de lajas, pasa el sendero de Gran Recorrido GR-84 Montaña de Sanabria. Escasos metros más arriba se hallan tres antiguos chozos pastoriles, uno de ellos es de planta circular con tejado de tepes de turbera y otro de tejado de pizarra que se ha rehabilitado para refugio.